# Svjetski socijalni forum
Svjetski socijalni forum (engleski World Social Forum, portugalski Fórum Social Mundial [ˈfɔɾũ sosi'aw mũdʒiˈaw]) je godišnje okupljanje organizacija civilnog društva u pokušaju samosvjesnog razvoja alternativne budućnosti kroz globalnu pravdu i solidarnost a protiv hegemonskog globalizma. Prvi je organiziran 25-30. siječnja u Porto Alegreu (Brazil), gdje su održana još četiri puta, a jedan u Mumbai (Indijia), a 2006. na tri mjesta: Bamako (Mali), Caracas (Venezuela) i Karači (Pakistan), 2007.  Nairobi (Kenya), 2008. i 2010. bio je globalno distribuirani forum s regionalnim aktivnostima, 2009. Belém (Brazil), 2011. Dakar (Senegal), 2013. i 2014. Tunis (Tunis), 2016 Montreal (Canada) i 2018. Salvador, Bahia (Brazil).

## Vanjske poveznice
Zvanične
- Home FSM 2018 WSF  Arhivirana inačica izvorne stranice od 11. kolovoza 2021. (Wayback Machine)
- službena stranica  Arhivirana inačica izvorne stranice od 8. kolovoza 2006. (Wayback Machine)
- Charter of Principles  Arhivirana inačica izvorne stranice od 25. rujna 2015. (Wayback Machine)

Izvješća
- ciranda.net
- ipsnews.net
- Choike.org WSF 2010  Arhivirana inačica izvorne stranice od 28. siječnja 2011. (Wayback Machine)
- Choike.org WSF iscrpno izvješće  Arhivirana inačica izvorne stranice od 30. siječnja 2011. (Wayback Machine)

Prošli forumi
- WSF 2018 - Salvador[neaktivna poveznica]
- WSF 2016 - Montreal  Arhivirana inačica izvorne stranice od 25. siječnja 2021. (Wayback Machine)
- WSF 2009 - Belém  Arhivirana inačica izvorne stranice od 15. srpnja 2014. (Wayback Machine)
- WSF 2008 - Global WSF Day  Arhivirana inačica izvorne stranice od 4. veljače 2016. (Wayback Machine)